# 休止符
休止符是用於音樂的樂譜上，標記音樂暫時停頓或靜止和停頓時間長短的記號。休止符的使用，可製造出音樂樂句中不同的情緒表達。休止符的命名主要依停頓時間長短來命名，可分為二全休止符（罕見）、全休止符、二分休止符、四分休止符、八分休止符、十六分休止符、三十二分休止符、六十四分休止符。休止符也可以加上附點音符附點，來調整音樂停頓的長度，命名為原休止符名，前面加上「附點」兩字，例如附點二分休止符。

## 拍子
全休止符大部分是停頓一個小節、二分休止符四分休止符大部分是停頓一拍、八分休止符大部分是停頓半拍、十六分休止符大部分是停頓四分之一拍。三十二分休止符大部分是停頓八分之一拍。